# 레지오에밀리아 접근법
레지오에밀리아 접근법(Reggio Emilia approach)은 어린이집과 초등교육에 초점을 둔 교육 철학이자 교육학이다. 이 접근법은 학생 중심의 구성주의적 자기 안내식 교육과정으로, 관계 주도 환경에서 자발적인 체험학습을 사용한다. 이 접근법은 탐구, 발견, 놀이를 통한 존경, 책무, 공동체의 원칙에 기반을 둔다.

## 같이 보기
- 대안 교육
- 프로젝트 기반 학습
- 유치원
- 몬테소리 교육법
- 발도르프 교육
- 서머힐 스쿨
- 프리드리히 프뢰벨
- 사회적 구성주의